# Opisthotropis laui
Espèce
Opisthotropis laui est une espèce de serpents de la famille des Natricidae. 

## Répartition
Cette espèce est endémique du Guangdong en Chine.

## Étymologie
Cette espèce est nommée en l'honneur de Michael Wai-Neng Lau.

## Publication originale
- Yang, Sung & Chan, 2013 : A new species of the genus Opisthotropis Günther, 1872 (Squamata: Colubridae: Natricinae) from Guangdong Province, China. Zootaxa, no 3646 (3), p. 289–296.